# Карантин (посёлок)
Карантин — посёлок (сельского типа) в Приютненском районе Калмыкии, в составе Приютненского сельского муниципального образования.
Население - 100 (2010)

## История
Дата основания населённого пункта не установлена. Населённый пункт обозначен на карте генштаба РККА 1941 года. С указанием названия отмечен на послевоенной карте СССР 1946 года.
28 декабря 1943 года калмыцкое население было депортировано. Посёлок, как и другие населённые пункты Приютненского улуса, был передан в состав Ставропольского края. Возвращён в состав вновь образованной Калмыцкой автономной области в 1957 году.

## География
Посёлок расположен в зоне сухих степей, в центральной части Кумо-Манычской низменности, на высоте около 25 метров над уровнем моря. Рельеф местности волнисто-равнинный. К западу расположено озеро Гаврюшкино (Чикирля), к востоку Сладкое. Почвенный покров комплексный и представлен солонцами (автоморфнымие) и каштановыми солонцеватыми и солончаковыми почавми.
По автомобильным дорогам расстояние до районного центра села Приютное составляет 8 км, до столицы Республики Калмыкия города Элиста - 74 км. Близ посёлка проходит федеральная автодорога Р216 (Астрахань - Элиста - Ставрополь)
Часовой пояс
Карантин, как и вся Республика Калмыкия, находится в часовой зоне МСК (московское время). Смещение применяемого времени относительно UTC составляет +3:00.

## Население
Согласно топографической карте 1989 года в конце 1980-х в посёлке проживало около 240 человек.
| 2002 | 2010 |
| ---- | ---- |
| 162  | ↘100 |

Национальный состав
Согласно результатам переписи 2002 года большинство населения посёлка составляли чеченцы (40 %) и курды (35 %)